# پیر درئوسی
پیر درئوسی (انگلیسی: Pierre Dréossi؛ زادهٔ ۱۲ اکتبر ۱۹۵۹) بازیکن فوتبال اهل فرانسه است.
از باشگاه‌هایی که در آن بازی کرده‌است می‌توان به باشگاه فوتبال کن، باشگاه فوتبال سوشو، باشگاه فوتبال لیل، باشگاه فوتبال پاری سن ژرمن، و باشگاه فوتبال نیس اشاره کرد.